# Luigi Maria Parisio
Luigi Maria Parisio (Napoli, 18 dicembre 1783 – Gaeta, 26 gennaio 1854) è stato un arcivescovo cattolico italiano.

## Biografia
Nacque il 18 dicembre 1783 a Napoli da Camillo e Marianna Rossi, originari di Celico in Calabria Citeriore.
Il 24 settembre 1808 fu consacrato presbitero.
Il 31 gennaio 1827 fu nominato vescovo di Venosa da Papa Leone XII. La consacrazione avvenne il successivo 16 aprile per opera di Francesco Saverio Maria Felice Castiglioni, cardinale vescovo di Frascati e futuro Papa Pio VIII; i co-consacranti furono Pietro Caprano, arcivescovo titolare di Iconio e Francesco Tiberi, arcivescovo titolare di Atene.
Appena un mese dopo, il 26 maggio Parisio fu nominato vescovo di Gaeta.
Il 31 dicembre 1848 Pio IX elevò la sede di Gaeta ad arcidiocesi; Parisio divenne quindi il primo arcivescovo di Gaeta. Tra i vari privilegi concessi alla chiesa gaetana vi fu anche quello del pallio.
Morì il 26 gennaio 1854 a 70 anni.

## Genealogia episcopale e successione apostolica
La genealogia episcopale è:
- Cardinale Scipione Rebiba
- Cardinale Giulio Antonio Santori
- Cardinale Girolamo Bernerio, O.P.
- Arcivescovo Galeazzo Sanvitale
- Cardinale Ludovico Ludovisi
- Cardinale Luigi Caetani
- Cardinale Ulderico Carpegna
- Cardinale Paluzzo Paluzzi Altieri degli Albertoni
- Papa Benedetto XIII
- Papa Benedetto XIV
- Cardinale Enrico Enriquez
- Arcivescovo Manuel Quintano Bonifaz
- Cardinale Buenaventura Córdoba Espinosa de la Cerda
- Cardinale Giuseppe Maria Doria Pamphilj
- Papa Pio VIII
- Arcivescovo Luigi Maria Parisio

La successione apostolica è:
- Arcivescovo Filippo Cammarota (1849)